# Ai (stad)

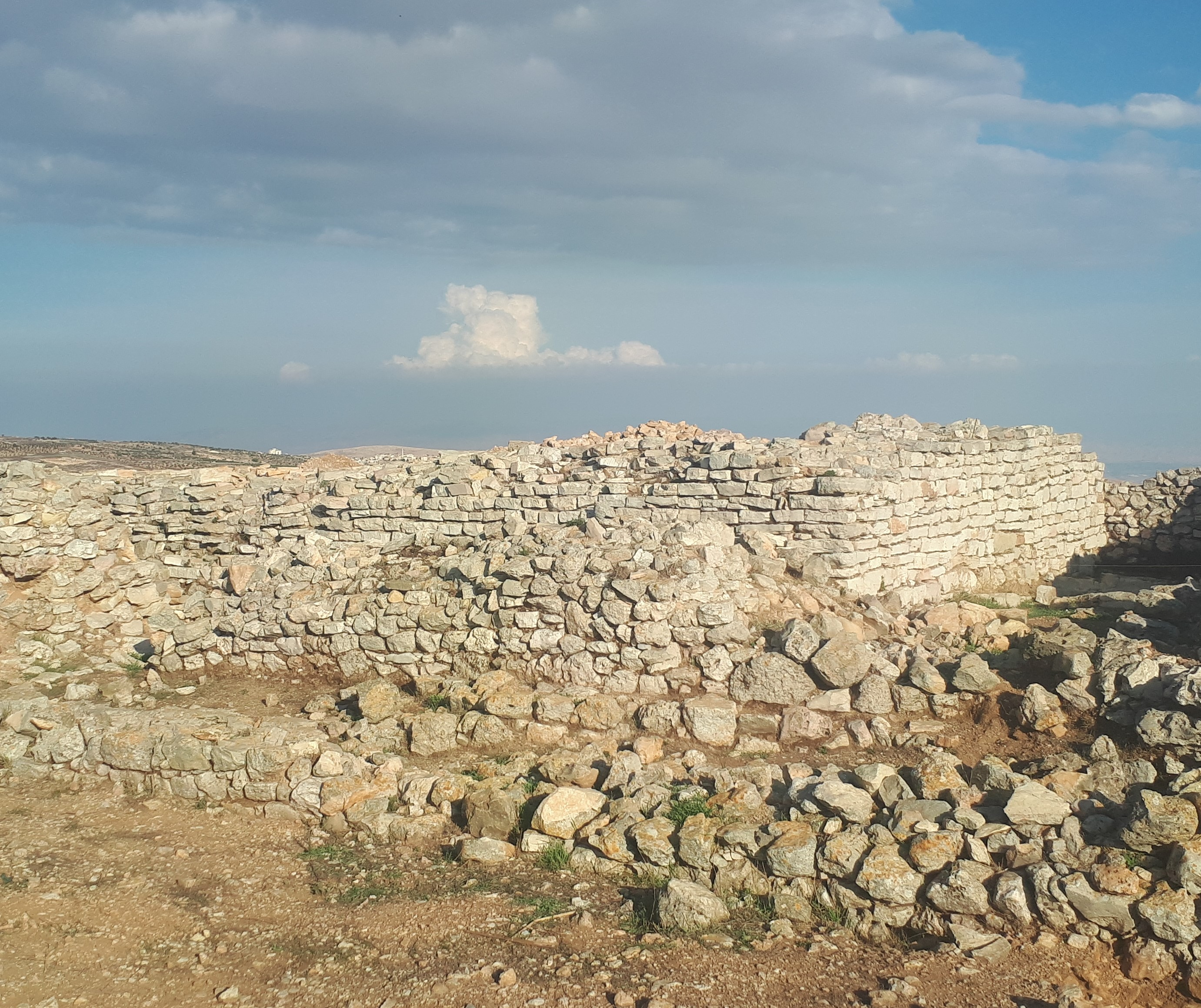
Ruinerna vid Et-tell som identifierats som Ai.

Ai var en kananitisk stad som enligt Gamla testamentet och Toran erövrades och plundrades av Israeliterna.

## Ais fall
Första gången Ai omnämns i Bibeln och Toran är i första Moseboken enligt vilken Abraham uppförde ett altare mellan Ai och Betel. 
Efter det omnämns Ai endast i Josua 7–8 som beskriver stadens fall. I kapitel 7 gör Israeliterna ett anfall mot staden som misslyckas. Israeliterna använder sig då av divination för att ta reda på anledningen till deras nederlag och kommer fram till att Achon gjort sig skyldig till girighet då han hade behållit delar av de skatter som plundrats från Jeriko för sig själv. Israeliterna inser att de alla nu straffas för Achon's synder och de stenar honom till döds.
Efter att Achon stenats görs ett nytt försök att inta Ai och Josua, som är ledare för israeliterna, får order från Gud att förbereda ett bakhåll av staden och han gör så. Joshua placerar huvuddelen av sin armé gömd på stadens västra sida och beger sig sedan med en mindre styrka i ett öppet anfall mot stadens östra sida. Ais soldater inser att de är långt fler än vad israeliterna är och går till motanfall och jagar efter Josuas styrka och lämnar därmed staden. När Ais armé har lämnat staden anfaller den gömda delen av israeliternas armé från väst. De intar Ai, sätter eld på staden och dräper 12 000 män och kvinnor. Ais kung tillfångatas och efter segern hängs han från ett träd under dagen och när natten kommer begraver israeliterna honom i en hög med stenar vid stadsporten. Ai är vid det här laget totalförstört och beskrivs som "en hög av ruiner". Gud säger till israeliterna att Ais boskap är deras krigsbyte och de tar boskapen.

## Platsen för Ai

### Et-tell
Den amerikanske teologen Edward Robinson (1794–1863) var den förste att försöka placera platsen för Ai och han ansåg då att antingen ruinerna vid Et-tell eller Khirbet Haijah varit Ai. Detta baserade han på områdenas topografi och andra ortsnamn i området. Robinson föredrog Et-tell som Ai då Et-tell på arabiska har samma innebörd som Ai har på hebreiska (ruinhögen). Att Et-tell är Ai har till stor del accepterats av arkeologiska forskare och ruinerna anses idag vara den mest sannolika platsen för Ai. På 1920-talet e.Kr. inleddes utgrävningar av Et-tell med förhoppningen att bekräfta berättelsen i Josua och för att kunna tidsbestämma när den israelitiska erövringen av Ai skedde. Utgrävningarna fortsatte in på 1930-talet och visade att det hade funnits en befäst stad på platsen, dock mellan 3100 och 2400-talet f.Kr. Et-tell visade dock inga tecken på att ha varit bebodd under mellersta och sena bronsåldern vilket är den tid då Josuas erövring av Ai ska ha skett. Vissa forskare, till exempel den tyske teologen Martin Noth, föreslog därmed att Ai aldrig erövrats av israeliterna och att berättelsen istället är en efterkonstruktion berättad av israeliterna för att förklara varför ruinen låg där. Att det sas att Josua var den som erövrade staden tros bero på att han för israeliterna var en känd krigarkung. Utgrävningarna visade att en mindre by uppförts på platsen under järnåldern men ingenting tydde på att den byn skall ha utsatts för anfall.
Idag finns fem teorier om Ai och dess beskrivning i gamla testamentet:
- Erövringen av Ai är en efterhandskonstruktion av israeliterna för att förklara varför ruinerna låg där. Erövringen tillskrevs Josua som var deras mest kände konung och namnet på staden Ai (ruinhögen) talar för denna teori.
- Ai var en ruin redan under Joshuas tid men bebodd av folk från närliggande Betel. Det är folket från Betel som anfalls och dräps i erövringen av Ai.
- Erövringen av Ai är egentligen berättelsen om erövringen av Betel som ligger cirka två och en halv kilometer bort. Berättelsen ändrades till Ai då staden redan var en ruin och syftade till att förklara detta[6].
- Staden Ai plundrades redan tidigare av Egypterna men israeliterna tog sedan över berättelsen om stadens fall och tillskrev den till Joshua[7].
- Ai och Et-tell är inte samma stad och Ai har ännu inte hittats.

### Khirbet el-Maqatir
Den amerikanske teologen och skapelseberättelseanhängaren Bryant G. Wood menar att Khirbet el-Maqatir är Ai vilket dock inte har fått stort genomslag bland andra arkeologer.

En som delar Woods åsikt är Scott Stripling som är arkeologisk direktör på samfundet för bibelforskning. Han har genomfört fjorton utgrävningar vid Khirbet el-Maqatir och där funnit resterna av en mur samt en stadsport. Scott Stripling menar att det israelitiska erövrandet av Ai skedde på 1400-talet f.Kr. snarare än på 1200-talet f.Kr. vilket tidigare var den accepterade tidsperioden. Han pekar även på att det vid Khirbet el-Maqatirs västra sida finns en dal som skulle ha kunnat användas för att dölja den israelitiska armén. Striplings utgrävningar har inte heller fått något större genomslag bland arkeologer och den mest accepterade teorin idag är att en militär israelitisk erövring av Kanaan aldrig har inträffat.

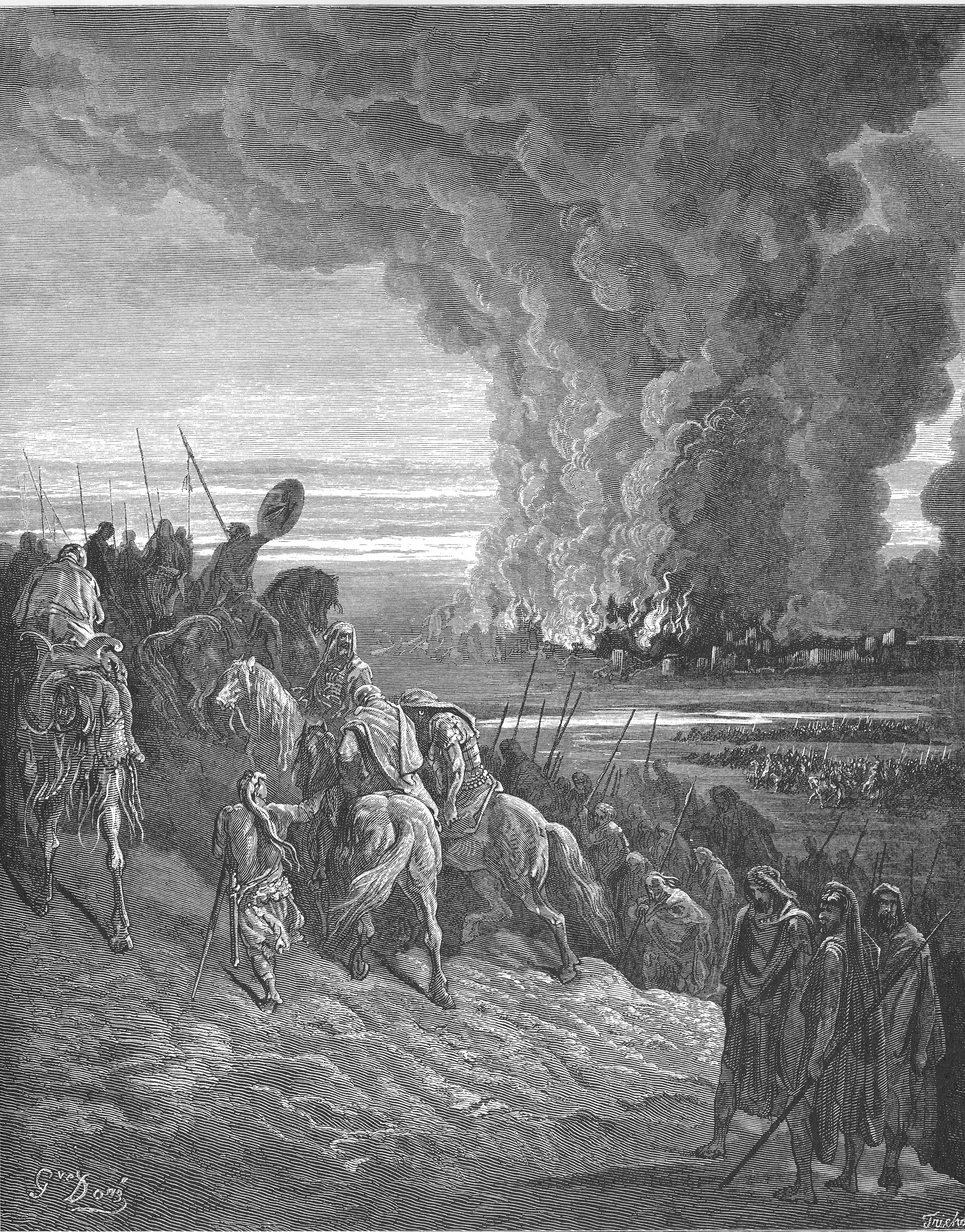
Gustave Doré, "Josua bränner staden Ai" (1866); La Grande Bible de Tours.